# Villa Pontello
Villa Pontello è un edificio storico sito a Crocetta del Montello, in provincia di Treviso.

## Storia
La costruzione del palazzo iniziò nel 1924, come esecuzione testamentaria di Luigi Pontello, abile e competente artigiano locale. Durante la sua esistenza, assieme alla seconda moglie Lucia Boschieri, condusse una vita semplice e votata al risparmio poiché i due coniugi avevano deciso di lasciare, alla loro morte, tutto il patrimonio per la costruzione di un istituto per orfane. Morti l'una nel 1917 e l'altro due anni dopo, l'ingegner Guglielmo Vallada si occupò di dare esecuzione al testamento affidando da un lato agli ingegneri Griffini e Mezzanotte il progetto per la costruzione dell'orfanotrofio nello stesso luogo dov'era stata la casa dei Pontello, dall'altro ottenendo già nel 1924 il riconoscimento di ente morale per l'istituto.
Il 23 maggio 1928, l'Istituto od Orfanotrofio Pontello venne inaugurato, accogliendo da subito 4 bambine, che presto divennero 40, sotto la guida delle suore Canossiane.
La gestione, come da volere di Pontello, fu affidata ai parroci delle tre parrocchie di Crocetta del Montello, a un rappresentante dell'Amministrazione Comunale, un rappresentante della Curia e a un rappresentante della Congregazione di Carità a Crocetta.
Già nell'anno dell'inaugurazione vennero adottati i programmi statali di insegnamento elementare e vennero inoltre introdotti insegnamenti pomeridiani di cucito, sartoria, stiratura, igiene domestica, cucina ed economia domestica, per fare in modo che le bambine ricevessero non solo un'istruzione, ma anche esperienze e conoscenze utili per la vita.
Nel 1959, alle suore Canossiane subentrarono le suore di Carità, dette di Maria Bambina, che continuarono a gestire l'Istituto Pontello fino al 1976.
In quell'anno furono sostituite dalle suore del Sacro Cuore, ma il 1979 vide la chiusura dell'Istituto Pontello per mancanza di bambine orfane da ospitare.

## Museo della Grande guerra
Dopo quasi trent'anni di chiusura e degrado, nel marzo 2008, per opera dell'associazione “Gruppo Bisnent” e dell'amministrazione comunale di Crocetta del Montello, l'Istituto Pontello è stato riaperto al pubblico come sede del Museo del '900 e della Grande Guerra, con un percorso coperto di oltre 1500 m² di spazi espositivi. La denominazione di "Villa Pontello" gli deriva dal parco di circa 2 ettari che lo circonda.
Il Museo conserva, recupera e valorizza le memorie materiali della Prima guerra mondiale e del '900 contadino della zona non solo con l'esposizione tradizionale dei reperti e dell'oggettistica dell'epoca, ma soprattutto con numerose ricostruzioni tridimensionali (comprese le cartine) e diorami che illustrano con metodologie interattive le due sezioni in cui è articolato, dando al visitatore la sensazione di una partecipazione. All'interno del Museo è stata anche ricostruita un'antica osteria, dove la cultura popolare (fisarmonica e filò, ad esempio) si sposa con una cucina altrettanto popolare (formaggi e salumi con pane cotto a legna e polente fumanti).
Dopo la chiusura del museo e della villa, nell'estate del 2019 è stata riaperta e ora ospita mostre temporanee e altri eventi.